# Mary Mohl
Mary Mohl, född 1793, död 1883, var en brittisk författare och salongsvärd. 
Mary Mohl gifte sig med Jules Mohl 1837, och höll fram till makens död 1876 en litterär salong i Paris, som beskrivs som samtidens centrum för franska intellektuella i Paris. Hon var också känd för sitt engagemang som orleanist. 
Hon utgav 'Madame Recamier, with a Sketch of the History of Society in France', inspirerad av sin vänskap med Juliette Récamier.